# Nora (pisică)

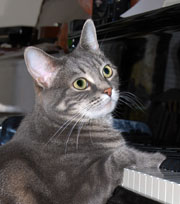
Nora la pian

Nora (născută în 2006) este o pisică gri din rasa tabinet, salvată dintr-un adăpost din Cherry Hill, New Jersey,care a devenit faimoasă pentru "atingerea" pianului. The Times a caracterizat în ediția sa online, muzica ei ca fiind "ceva la jumătatea drumului între Philip Glass și free jazz".

## Muzica ei
Nora a fost numită după artista Leonora Carrington. Nora a fost adoptată, și după un an, Nora s-a urat pe scaunul de pian în fața unei Yamaha Disklavier în mijlocul nopții și a început să cânte.
Din acel moment, Nora a continuat să cânte la pian devenind astfel o pasiune de zi cu zi (acest lucru îl enervează uneori pe proprietarul ei), uneori cântă duete cu proprietarul ei și ce studenții proprietarului ei. Studenții au încurajat postarea unui video pe YouTube, care a fost încărcat la începutul anului 2007. Ea a primit un număr mare de opinii și a atras atenția mass-mediei. Aceasta a fost invitată la mai multe talk-show-uri, a apărut în ziare și pe canalele de știri incluzând canalele: Martha Stewart, CNN, The Daily Show, Public Radio International, Today show și Philadelphia Inquirer. Nora a fost invitată la un show de televiziune sindicalizat - Wild About Animals, episodul #332, în septembrie 2010.
Nora a atras interesul a doi muzicieni și oameni de stiință, care au fost fascinați de comportamentul ei rar . Se pare că îi place atenția care i se aduce, dar, de asemenea, cântă și atunci când e singură. Ea gravitează spre intervalul D-E-F (re-mi-fa) la pian și incluzând accidentele muzicale în interpretările ei.
National Science Foundation a inclus-o Nora într-un doumentar despre comportamentul animal , care a fost prezentată în muzee, în toamna anului 2007. Revista Pianistul, a prezentat-o într-un articol, și un videoclip cu interpretarea ei a fost folosit în 2007 la Conferința Națională pentru Pedagogia Pianului. Dean Santomieri, un muzician avangardist din San Francisco, a folosit oun segment din interpretare Norei într-un spectacol de grup improvizat în iulie 2007. Un student la dans dintr-un colegiu din Leeds, a dat un spectacol solo cu muzica Norei . Betsy Alexander a scris o compoziție numită Fur Release: Un preludiu pentru lăbuțe și mâini, încorporează muzica Norei.